# Severino Minelli
Severino Minelli  (6 de setembro de 1909 – 23 de setembro de 1994)  foi um futebolista suíço. 
Ele competiu na Copa do Mundo FIFA de 1934, sediada na Itália, na qual a seleção de seu país terminou na sétima colocação dentre os 16 participantes. Participou ainda da edição seguinte, a Copa de 1938 na França, onde a Suíça terminou em sexto lugar de 15 seleções.